# 루프 양자중력
루프 양자중력(영어: loop quantum gravity, LQG) 또는 고리 양자중력은 중력(gravity)의 양자적 속성을 설명하기 위해 개발된 이론이다. 기존에 발견된 고전적인 시공간을 양자화된(플랑크 규모의 불연속적인 시공간) 1차원 고리(loop)의 형태로 간주하며, 고리로 간주되는 시공간의 격자들은 기하학을 통해 기술한다. 고전적인 시공간 이론과 우주론에 부합하지 않기 때문에 새로운 이론을 제안하기도 한다.

## 개요
20세기 초반에 개발된 상대론(Relativity)과 양자역학(Quantum Mechanics)은 각각 거시 세계의 운동과 미시 세계의 운동을 기술하므로 서로 모순적이다. 그 점을 깨달은 물리학자 폴 디랙(Paul Dirac)은 1920년대 후반까지 두 이론을 화해시키기 위한 방법을 물색했고, 마침내 디랙과 물리학자들은 슈뢰딩거 방정식을 특수 상대론적으로 수정하는 방법을 고안해내는 데에 성공했다. 그러나 양자역학은 일반 상대론과 호환되지 않았는데, 일반 상대론은 양자역학과 달리 운동이 아닌 시공간을 기술하는 이론이기 때문이다. 그래서 제안된 이론이 바로 루프 양자중력이다.

## 역사
상대성 이론과 양자역학만으로는 전 우주의 역사, 빅뱅이나 블랙홀과 같은 고밀도의 물질들을 제대로 기술할 수 없다. 이것을 설명하기 위해선 중력의 양자론적 해석이 필요하다. 그 점을 깨닫게 된 다수의 물리학자들은 중력의 양자화 과정을 고안해냈다. 대략 두 가지 방법이 있는데, 1967년에 브라이스 디윗이 도입한 정준 양자 중력(Canonical Quantization)을 나타내는 방정식인 휠러-디윗 방정식이 있고, 1980~1990년대에 새롭게 제안된 초끈 이론(M이론)이 있다. 여기서 일반적인 방식인 정준 양자 중력은 일반 상대성 이론을 해밀토니언을 통해 기술하여 정준 양자화한다. 정준 양자화된 파동함수는 휠러-디윗 방정식을 따르며, 형식적인 양자화 절차를 마치게 된다. 그러나 여러 가지 문제점으로 인해 정준 양자화가 실패하게 되었다. 그러다가 1980년대에 이르러 리 스몰린(Lee Smolin)과 카를로 로벨리(Carlo Rovelli)가 루프 중력에 관한 생각을 정립해냈고, 곧이어 그 아이디어의 이름을 루프 양자중력(LQG)으로 명명했다. 새로운 변수들을 추가하여 정준 양자화의 약점을 보완한 것이다.

## 배경 독립성
고리 양자 중력은 형식적으로 배경 독립적이다. 즉, 고리 양자 중력의 방정식은 공간과 시간에 포함되거나 의존하지 않는다(불변 위상(topology) 제외). 대신 플랑크 길이의 10배 거리에서 공간과 시간을 생성할 것으로 예상된다. 고리 양자 중력의 배경 독립성 문제에는 아직 해결되지 않은 미묘함이 있다. 예를 들어, 일부 유도에는 고정된 위상(topology)을 선택해야 하는 반면, 일관된 양자 중력 이론에는 위상 변경이 동역학적 과정으로 포함되어야 한다.
물리학이 일어나는 "무대"로서의 시공간은 객관적인 물리적 의미가 없으며 대신 중력 상호 작용은 세계를 형성하는 장 중 하나로 표현된다. 이것은 시공간에 대한 관계주의적 해석으로 알려져 있다. 고리 양자 중력에서는 일반 상대성 이론의 이러한 측면을 진지하게 받아들이고 이 대칭은 물리적 상태가 미분 동형 사상의 생성원들 아래에서 불변 상태로 유지되도록 요구함으로써 보존된다. 이 조건의 해석은 순전히 공간적 미분 동형 사상들에 대해 잘 이해된다. 그러나 시간과 관련된 미분 동형 사상들(해밀턴 제약 조건)에 대한 이해는 일반 상대성 이론에서 역학 및 소위 "시간의 의존적 특성"과 관련되기 때문에 더 미묘하다.이 제약을 설명하기 위해 일반적으로 허용되는 계산 틀은 아직 발견되지 않았다.   티만은 양자 해밀턴 제약 조건에 대한 그럴듯한 후보가 되는 연산자를 도입하였다.

## 과정
스몰린은 LQG를 전개할 때 (해밀토니안) 격자 게이지 이론을 활용했다. 그러나 이 이론은 (고리를 이용한) 체계를 기술하기 위함이 아니라 근사(Approximation)하기 위하여 개발되었다. 양에 상관없이 곡선 전체에 미치는 누적 효과만을 고려한 것이다. 그 후 물리학자 안토니 트리아스(Antoni Trias)가 이론을 다듬었고, 체계를 기술하기 위하여 쓰였다. 스몰린도 같은 방식에 루프를 도입하여 체계를 기술하기 시작했다. 기본적으로 일반 상대론의 기본적 착상인 공변성을 고려하였고, 중력을 기술하는 고리는 바뀌지 않는다는 생각을 적용시켰다. 중력 외의 다른 힘을 기술하기 위해 모양을 바꾸기도 하는데, 이때 고리들은 서로 얽히거나 매듭지어진다. 이 고리는 스핀 네트워크를 통해 기술된다.

## 불연속적 힐베르트 공간
LQG는 불연속적인 힐베르트 공간의 결합으로 생성되는 정보망을 가정한다.(일반적으로 LQG는 불연속적인 공간을 결합시키거나 정보망을 많이 다룬다.)이런 논리로 출발하는 계념이 정보망이다.

## 제약 조건과 그 포아송 괄호 대수

### 디랙 관측 가능량
제약 조건은 원래 페이즈 공간에서 제약 조건 곡면을 정의한다. 제약 조건의 게이지 움직임은 모든 페이즈 공간에 적용되지만 제약 조건 곡면을 그대로 두는 기능이 있으므로 게이지 변환 아래의 초곡면에 있는 한 지점의 궤도는 완전히 그 안의 궤도가 된다. 디랙 관측 가능량들은 페이즈 공간 함수 {\displaystyle O}로 정의된다. 포아송은 제약 조건 방정식이 부과될 때 모든 제약 조건과 교환한다:
{\displaystyle \{G_{j},O\}_{G_{j}=C_{a}=H=0}=\{C_{a},O\}_{G_{j}=C_{a}=H=0}=\{H,O\}_{G_{j}=C_{a}=H=0}=0,}
즉, 이들은 이론의 게이지 변환에 대해 변하지 않는 제약 곡면에 정의된 양이다.
그런 다음, 제약 조건 {\displaystyle G_{j}=0}만 풀고 이와 관련하여 디랙 관측 가능량을 결정하면 제약 조건 {\displaystyle H,C_{a}}이 있는 ADM 페이즈 공간으로 되돌아간다. 일반 상대성 이론의 동역학은 이 제약 조건에 의해 생성되며 시간 진화(실제로는 게이지 변환)를 설명하는 6개의 아인슈타인 방정식은 3개 계량의 푸아송 괄호과 공간 미분 동형 사상 및 해밀토니안 제약을 계산해서 얻을 수 있다. 물리적 페이즈 공간을 제공하는 제약 조건의 소멸은 다른 네 가지 아인슈타인 방정식이다. 

## 제약 조건의 양자화 – 양자 일반 상대성 이론의 방정식

### 선사 시대와 아슈테카르의 새로운 변수들
정준 양자 중력의 많은 기술적 문제는 제약 조건을 중심으로 전개된다. 정준 일반 상대성 이론은 원래 계량 변수 측면에서 공식화 되었지만 정준 변수에 대한 비선형 의존도가 높기 때문에 양자 연산자에 대한 제약 조건을 촉진하는 데 극복하기 아주 어려운 수학적 어려움이 있는 것처럼 보였다.이 방정식들은 아슈테카르의 새로운 변수의 도입으로 훨씬 단순화되었다. 아슈테카르 변수는 게이지 이론에 더 가까운 새로운 표준 변수 쌍의 관점에서 표준 일반 상대성을 설명한다. 첫 번째 단계는 공간 계량에 대한 정보를 인코딩하기 위해 밀도화 된 트라이어드 {\displaystyle {\tilde {E}}_{i}^{a}}를 사용하는 것으로 구성된다(트라이어드 {\displaystyle E_{i}^{a}}, {\displaystyle i=1,2,3}는 세 개의 직교 벡터 장이다.  밀도화 된 트라이어드는 {\textstyle {\tilde {E}}_{i}^{a}={\sqrt {\det(q)}}E_{i}^{a}}과 같이 정의된다.):
{\displaystyle \det(q)q^{ab}={\tilde {E}}_{i}^{a}{\tilde {E}}_{j}^{b}\delta ^{ij}.}
(여기서 {\displaystyle \delta ^{ij}}는 평탄한 공간 계량이며 위의 방정식은 {\displaystyle E_{i}^{a}}를 기저로 할 때 {\displaystyle q^{ab}}가 국소적으로 평평함을 나타낸다.). 계량 대신 트라이어드를 사용하여 일반 상대성 이론을 공식화하는 것은 새로운 것이 아니다. 밀도화 된 트라이어드는 유일하지 않으며 실제로 내부 첨자 {\displaystyle i}에 대해 공간 내 국소적 회전을 수행할 수 있다. 정준적 켤레 변수는 {\textstyle K_{a}^{i}=K_{ab}{\tilde {E}}^{ai}/{\sqrt {\det(q)}}}로 외적 곡률과 관련된다. 그러나 계량 공식화를 사용하는 것과 비슷한 문제는 이론을 양자화하려고 할 때 발생한다. 아슈테카르의 새로운 통찰력은, {\displaystyle \Gamma _{a}^{i}=\Gamma _{ajk}\epsilon ^{jki}}를 통해 소위 스핀 접속과 관련이 있는 {\displaystyle \Gamma _{a}^{i}}에 대해, 복소 {\displaystyle \operatorname {SU} (2)}-접속처럼 행동하는 새로운 짜임새 변수
{\displaystyle A_{a}^{i}=\Gamma _{a}^{i}-iK_{a}^{i}}
를 도입하는 것이었다. 여기서 {\displaystyle A_{a}^{i}}를 키랄 스핀 접속이라고 한다. 이는 공변 도함수 {\displaystyle {\mathcal {D}}_{a}}를 정의한다. {\displaystyle {\tilde {E}}_{i}^{a}}는 {\displaystyle A_{a}^{i}}의 켤레 운동량 이고, 이들은 함께 아슈테카르의 새로운 변수를 형성한다는 것이 밝혀졌다.
아슈테카르 변수의 제약 조건에 대한 표현식; 가우스의 정리, 공간 미분 동형 사상 제약 조건 및 (밀도화된) 해밀토니안 제약 조건은 각각 다음과 같다:
{\displaystyle G^{i}={\mathcal {D}}_{a}{\tilde {E}}_{i}^{a}=0}
{\displaystyle C_{a}={\tilde {E}}_{i}^{b}F_{ab}^{i}-A_{a}^{i}({\mathcal {D}}_{b}{\tilde {E}}_{i}^{b})=V_{a}-A_{a}^{i}G^{i}=0,}
{\displaystyle {\tilde {H}}=\epsilon _{ijk}{\tilde {E}}_{i}^{a}{\tilde {E}}_{j}^{b}F_{ab}^{k}=0}
여기서 {\displaystyle F_{ab}^{i}}는 접속 {\displaystyle A_{a}^{i}}의 장 세기를 나타내는 텐서이다. 그리고 {\displaystyle V_{a}}는 벡터 제약 조건이라고 한다. 위에서 언급한 국소적 공간 회전 불변성은 가우스의 정리로 표현된 {\displaystyle \operatorname {SU} (2)}-게이지 불변의 원형이다. 이러한 제약 조건은 계량 공식의 제약 조건과 달리 기본 변수에서 다항식이다. 이 극적인 단순화는 제약 조건을 양자화하는 길을 여는 것처럼 보였다. (아슈테카르 형식화 유도에 대해서는 자기 쌍대 팔라티니 작용 문서 참조).
주어진 짜임새 변수 {\displaystyle A_{a}^{i}}에 대해 아슈테카르의 새로운 변수를 사용하여 파동 함수 {\displaystyle \Psi (A_{a}^{i})}를 고려하는 것은 자연스럽다. 이것은 접속 표현이라 하고 짜임새 변수 {\displaystyle q}와 파동함수 {\displaystyle \psi (q)}가 있는 일반적인 양자 역학과 비슷하다. 짜임새 변수는 {\displaystyle {\hat {q}}\psi (q)=q\psi (q)}과 비슷하게
{\displaystyle {\hat {A}}_{a}^{i}\Psi (A)=A_{a}^{i}\Psi (A)}{\displaystyle {\hat {A}}_{a}^{i}\Psi (A)=A_{a}^{i}\Psi (A).}
을 통해 양자 연산자로 바뀐다.  {\displaystyle {\hat {p}}\psi (q)=-i\hbar d\psi (q)/dq}과 비슷하게, 트라이어드는 다음 변분이다.
{\displaystyle {\hat {\tilde {E_{i}^{a}}}}\Psi (A)=-i{\delta \Psi (A) \over \delta A_{a}^{i}}.}
양자 이론으로 넘어갈 때 제약 조건은 운동학적 힐베르트 공간의 연산자가 된다(제약 없는 {\displaystyle \operatorname {SU} (2)} 양–밀스 힐베르트 공간). {\displaystyle {\tilde {E}}}를 다른 연산자를 발생시키는 도함수로 교체할 때 {\displaystyle A}와 {\displaystyle {\tilde {E}}}의 순서가 다름에 주의하라. 이런 선택을 인자 순서라고 하며 물리적 추론을 통해 선택해야 한다. 이는 형식적으로 다음과 같다:
{\displaystyle {\hat {G}}_{j}\vert \psi \rangle =0}
{\displaystyle {\hat {C}}_{a}\vert \psi \rangle =0}
{\displaystyle {\hat {\tilde {H}}}\vert \psi \rangle =0.}
이 모든 방정식들을 제대로 정의하고 푸는 데에는 여전히 문제가 있다. 예를 들어, 아슈테카르가 작업한 해밀토니안 제약 조건은 원래 해밀토니안이 아니라 밀도화된 버전 {\textstyle {\tilde {H}}={\sqrt {\det(q)}}H}이었다. 이 양을 양자 연산자로 바꾸는 데 심각한 어려움이 있었다. 게다가 아슈테카르 변수는 해밀토니안을 단순화하는 장점이 있지만 복소적이다. 따라서 이론을 양자화할 때 복소 일반 상대성 이론이 아닌 실 일반 상대성이론을 회복하는 것을 보장하기는 어렵다.

### 양자 일반 상대성 이론의 방정식으로서의 양자 제약
번진 가우스 법칙 {\textstyle G(\lambda )=\int d^{3}x\lambda ^{j}(D_{a}E^{a})^{j}}과 접속의 고전적 포아송 괄호의 결과는
{\displaystyle \{G(\lambda ),A_{a}^{i}\}=\partial _{a}\lambda ^{i}+g\epsilon ^{ijk}A_{a}^{j}\lambda ^{k}=(D_{a}\lambda )^{i}.}
양자 가우스 법칙은 다음과 같다:
{\displaystyle {\hat {G}}_{j}\Psi (A)=-iD_{a}{\delta \lambda \Psi [A] \over \delta A_{a}^{j}}=0.}
양자 가우스 법칙을 번지게 하고 양자 상태에 대한 그 작용을 연구하면, 양자 상태에 대한 제약의 작용은 무한소 (매개 변수 {\displaystyle \lambda }의 의미에서 작은) 게이지 변환
{\displaystyle \left[1+\int d^{3}x\lambda ^{j}(x){\hat {G}}_{j}\right]\Psi (A)=\Psi [A+D\lambda ]=\Psi [A],}
에 의한 {\displaystyle \Psi }의 편각의 이동과 동등하다. 마지막 항등식은 제약 조건이 상태를 소멸 시킨다는 사실에서 나온다. 따라서 제약 조건은 양자 소멸 연산자가 고전적으로 부과한 것과 동일한 대칭을 부과한다. 이는 함수 {\displaystyle \Psi [A]}가 접속의 게이지 불변 함수여야 함을 뜻한다. 다른 제약 조건에 대해서도 동일한 아이디어가 적용된다.
따라서 제약 조건 {\displaystyle C_{I}=0}을 해결하는 고전 이론의 두 단계 과정 (초기 데이터에 대한 허용 조건을 푸는 것과 동일)과 게이지 궤도를 찾는 것('진화' 방정식을 푸는 것)은 양자 이론의 한 단계 과정, 즉 양자 방정식 {\displaystyle {\hat {C}}_{I}\Psi =0}의 해 {\displaystyle \Psi }를 찾는 것으로 대체된다. 이는 분명히 양자 수준에서 제약 조건을 해결하고 동시에 ({\displaystyle {\hat {C}}_{I}}는 게이지 변환의 양자 생성자이므로) 게이지 불변 상태를 찾기 때문이다. (게이지 불변 함수는 게이지 궤도를 따라 일정하므로 이를 특성화한다). 고전적 수준에서 허용 조건과 진화 방정식을 푸는 것은 아인슈타인의 모든 장 방정식을 푸는 것과 동일하며, 이는 정준 양자 중력에서 양자 제약 방정식의 중심 역할을 강조한다.

### 고리 표현 소개
특히 로벨리와 스몰린이 게이지 이론과 양자 중력에서 고리 표현을 고려하게 만든 것은 가우스 법칙과 공간 미분 동형 사상 제약 조건에 대한 해 공간을 잘 제어할 수 없었기 때문이다.
고리 양자 중력은 홀로노미 개념을 포함한다. 홀로노미는 스피너 또는 접벡터를 닫힌 곡선을 따라 평행 운송 할 때, 초기 값과 최종 값이 얼마나 다른지 측정한 것이다. 기호로는 다음과 같이 표시한다:
{\displaystyle h_{\gamma }[A]} .
홀로노미에 대한 정보는 게이지 동형을 고려했을 때 접속에 대한 정보와 동등하다. 홀로노미는 모서리와 연관될 수도 있다. 가우스 법칙에 따라 이들은 다음과 같이 변환된다:
{\displaystyle (h'_{e})_{\alpha \beta }=U_{\alpha \gamma }^{-1}(x)(h_{e})_{\gamma \sigma }U_{\sigma \beta }(y).}
닫힌 곡선 {\displaystyle x=y}에 대해, 그리고 {\displaystyle \alpha =\beta }임을 가정하면,
{\displaystyle (h'_{e})_{\alpha \alpha }=U_{\alpha \gamma }^{-1}(x)(h_{e})_{\gamma \sigma }U_{\sigma \alpha }(x)=[U_{\sigma \alpha }(x)U_{\alpha \gamma }^{-1}(x)](h_{e})_{\gamma \sigma }=\delta _{\sigma \gamma }(h_{e})_{\gamma \sigma }=(h_{e})_{\gamma \gamma }}
또는
{\displaystyle \operatorname {Tr} h'_{\gamma }=\operatorname {Tr} h_{\gamma }.}
닫힌 고리에 대한 홀로노미의 대각합은
{\displaystyle W_{\gamma }[A]}
로 적고 윌슨 고리라고 한다. 따라서 윌슨 고리는 게이지 불변량이다. 홀로노미의 명시적 형식은 다음과 같다:
{\displaystyle h_{\gamma }[A]={\mathcal {P}}\exp \left\{-\int _{\gamma _{0}}^{\gamma _{1}}ds{\dot {\gamma }}^{a}A_{a}^{i}(\gamma (s))T_{i}\right\}}
여기서 {\displaystyle \gamma }는 홀로노미가 계산되는 곡선이고, {\displaystyle s}는 그 곡선의 매개변수이고, {\displaystyle {\mathcal {P}}}는 왼쪽에 나타나는 더 작은 {\displaystyle s}값에 대한 인수를 의미하는 경로 순서를 나타낸다. {\displaystyle T_{i}}는 다음 {\displaystyle \operatorname {SU} (2)} 대수를 만족하는 행렬이다:
{\displaystyle [T^{i},T^{j}]=2i\epsilon ^{ijk}T_{k}.}
파울리 행렬은 위의 관계를 만족한다. 이러한 관계를 만족하는 행렬 집합의 예는 무한히 더 많다. 이때 각 집합은 {\displaystyle N=1,2,3,\dots }에 대해 {\displaystyle (N+1)\times (N+1)} 행렬들로 구성된다. 그리고 이들 중 어느 것도 더 낮은 차원의 둘 이상의 예로 '분해'한다고 생각할 수 없다. 그것들은 {\displaystyle \operatorname {SU} (2)} 대수의 서로 다른 기약표현이라고 불린다. 가장 기본적인 표현은 파울리 행렬이다. 홀로노미는 사용된 기약 표현에 따라 반정수 {\displaystyle N/2}로 표시된다.
윌슨 고리를 사용하면 가우스 게이지 제약 조건을 명시적으로 해결할 수 있다. 공간 미분 동형 사상 제약 조건을 처리하려면 고리 표현이 필요하다. 윌슨 고리를 기반으로 모든 가우스 게이지 불변 함수는 다음과 같이 확장된다.
{\displaystyle \Psi [A]=\sum _{\gamma }\Psi [\gamma ]W_{\gamma }[A].}
이것을 고리 변환이라고 하며 양자 역학의 운동량 표현과 비슷하다(위치 및 운동량 공간 참조). 양자 역학 표현에는 {\displaystyle k}로 라벨링된 기저 상태들 {\displaystyle \exp(ikx)}이 있고, 다음과 같이 확장된다:
{\displaystyle \psi [x]=\int dk\psi (k)\exp(ikx).}
그리고 {\displaystyle \psi (k)}의 확장 계수와 함께 작동한다.
역 고리 변환은 다음과 같이 정의된다.
{\displaystyle \Psi [\gamma ]=\int [dA]\Psi [A]W_{\gamma }[A].}
이는 고리 표현을 정의한다. 접속 표현
{\displaystyle \Phi [A]={\hat {O}}\Psi [A]\qquad Eq\;1,}
으로 주어진 연산자 {\displaystyle {\hat {O}}}에 대응되는 {\displaystyle \Psi [\gamma ]}에세의 연산자 {\displaystyle {\hat {O}}'}를 고리 표현
{\displaystyle \Phi [\gamma ]={\hat {O}}'\Psi [\gamma ]\qquad Eq\;2}
을 통해 정의해야 한다. 여기서 {\displaystyle \Phi [\gamma ]}는 일반적인 역 고리 변환으로 정의된다.
{\displaystyle \Phi [\gamma ]=\int [dA]\Phi [A]W_{\gamma }[A]\qquad Eq\;3.}
{\displaystyle \Psi [\gamma ]}에 연산자 {\displaystyle {\hat {O}}'}의 작용을 제공하는 {\displaystyle \Psi [A]}의 연산자 {\displaystyle {\hat {O}}}로 표현된 작용 변환 공식은 그러면 {\displaystyle Eq\;2}의 우변과 {\displaystyle Eq\;1}이 대입된 {\displaystyle Eq\;3}의 우변을 동일시하여 얻는다.  즉,
{\displaystyle {\hat {O}}'\Psi [\gamma ]=\int [dA]W_{\gamma }[A]{\hat {O}}\Psi [A],}
또는
{\displaystyle {\hat {O}}'\Psi [\gamma ]=\int [dA]({\hat {O}}^{\dagger }W_{\gamma }[A])\Psi [A],}
여기서 {\displaystyle {\hat {O}}^{\dagger }}는 연산자 {\displaystyle {\hat {O}}}를 의미하지만 역 인자 순서이다. (연산자 곱이 켤레에서 반전되는 것을 기억하라). 윌슨 고리에 대한이 연산자의 작용은 접속 표현으로 계산되고 결과는 순전히 고리 측면에서 조작으로 재배열된다(윌슨 고리에 대한 작용과 관련하여 선택된 변환 연산자는 파동함수 {\displaystyle \Psi [A]}에 대한 작용에 사용된 것과 비교하여 반대 인자 순서). 이것은 연산자 {\displaystyle {\hat {O}}'}의 물리적 의미를 제공한다. 예를 들어, {\displaystyle {\hat {O}}^{\dagger }}는 공간 미분 동형 사상에 해당하는 경우, {\displaystyle \gamma } 위에서 공간 미분 동형 사상을 수행하는 동안 {\displaystyle W_{\gamma }[A]}의 접속 장 {\displaystyle A}를 유지하는 것으로 생각할 수 있다. 그러므로 {\displaystyle {\hat {O}}'}는 {\displaystyle \Psi [\gamma ]}에 대한 {\displaystyle \gamma } 위의 공간 미분 동형 사상을 의미한다.
고리 표현에서 고리의 함수 {\displaystyle \Psi [\gamma ]}들을 고려하여 공간적 미분 동형 사상 제약 조건을 해결한다. 고리 {\displaystyle \gamma }의 공간 미분 동형 사상들에서 불변 즉, 매듭 불변량이 사용된다. 이것은 매듭 이론과 양자 중력 사이의 예기치 않은 연결을 보여준다.
교차하지 않는 윌슨 고리의 모든 컬렉션은 아슈테카르의 양자 해밀토니안 제약 조건을 충족한다. 항들의 특정 순서를 사용하고 {\displaystyle {\tilde {E}}_{i}^{a}}를 도함수로 교체해서 윌슨 고리에 대한 양자 해밀토니안 제약의 작용은
{\displaystyle {\hat {\tilde {H}}}^{\dagger }W_{\gamma }[A]=-\epsilon _{ijk}{\hat {F}}_{ab}^{k}{\frac {\delta }{\delta A_{a}^{i}}}{\frac {\delta }{\delta A_{b}^{j}}}W_{\gamma }[A].}
도함수를 취하면 고리 {\displaystyle \gamma }의 탄젠트 벡터 {\displaystyle {\dot {\gamma }}^{a}}가 내려간다. 그래서,
{\displaystyle {\hat {F}}_{ab}^{i}{\dot {\gamma }}^{a}{\dot {\gamma }}^{b}.}
그러나, {\displaystyle F_{ab}^{i}}는 첨자 {\displaystyle a}와 {\displaystyle b}에 대해 반대칭이고 사라진다({\displaystyle \gamma }의 접벡터는 유일하다고 가정한다.).
고리 표현과 관련하여 파동 함수 {\displaystyle \Psi [\gamma ]}는 고리에 불연속성이 있고 매듭 불변량인 경우 사라진다. 이러한 함수는 가우스 법칙, 공간 미분 동형 사상 제약 조건 및 (형식적으로) 해밀토니안 제약 조건을 해결한다. 이것은 양자 일반 상대성 이론의 모든 방정식에 대한 정확한 (형식적인 경우에만) 무한히 많은 해를 산출한다! 이것은 접근 방식에서 많은 관심을 불러일으켰고 결국 고리 양자 중력으로 이어졌다.

### 기하 연산자, 교차 윌슨 고리 및 스핀 네트워크 상태의 필요성
가장 쉬운 기하학적 양은 면적이다. 곡면 {\displaystyle \Sigma }가 {\displaystyle x^{3}=0}로 특정 되도록 좌표계를 잡자. 곡면 {\displaystyle \Sigma }의 작은 평행사변형 면적은 각 변의 길이 곱하기 {\displaystyle \sin \theta }이다. 여기서 {\displaystyle \theta }는 두 모서리 사이의 각도이다. 하나의 모서리가 벡터 {\displaystyle {\vec {u}}}에 의해, 다른 하나는 {\displaystyle {\vec {v}}}에 의해 주어진다고 가정하자.   그러면,
{\displaystyle A=\|{\vec {u}}\|\|{\vec {v}}\|\sin \theta ={\sqrt {\|{\vec {u}}\|^{2}\|{\vec {v}}\|^{2}(1-\cos ^{2}\theta )}}={\sqrt {\|{\vec {u}}\|^{2}\|{\vec {v}}\|^{2}-({\vec {u}}\cdot {\vec {v}})^{2}}}}
{\displaystyle x^{1}}와 {\displaystyle x^{2}}에 의해 생성된 공간에서 {\displaystyle {\vec {u}}={\vec {e}}_{1}dx^{1}}와 {\displaystyle {\vec {v}}={\vec {e}}_{2}dx^{2}}로 기술된 무한소 평행사변형이 있다. {\displaystyle q_{AB}^{(2)}={\vec {e}}_{A}\cdot {\vec {e}}_{B}}를 사용하여 (첨자 {\displaystyle A}와 {\displaystyle B}는 1에서 2까지),
{\displaystyle A_{\Sigma }=\int _{\Sigma }dx^{1}dx^{2}{\sqrt {\det \left(q^{(2)}\right)}}}
로 주어진 곡면 {\displaystyle \Sigma }의 면적을 계산한다. 여기서 {\displaystyle \det(q^{(2)})=q_{11}q_{22}-q_{12}^{2}}이고 {\displaystyle \Sigma }에 유도된 계량의 행렬식이다. 후자는 {\displaystyle \det(q^{(2)})=\epsilon ^{AB}\epsilon ^{CD}q_{AC}q_{BD}/2}로 다시 쓸 수 있다. 여기서 첨자 {\displaystyle A\dots D}는 1에서 2이다. 이것은 다음과 같이 다시 쓸 수 있다.
{\displaystyle \det(q^{(2)})={\epsilon ^{3ab}\epsilon ^{3cd}q_{ac}q_{bc} \over 2}.}
역행렬의 표준 공식은 다음과 같다.
{\displaystyle q^{ab}={\epsilon ^{bcd}\epsilon ^{aef}q_{ce}q_{df} \over 2!\det(q)}.}
이것과 {\displaystyle \det(q^{(2)})}에 대한 표현 사이에는 비슷한 점이 있다. 그러나 아슈테카르 변수에서 {\displaystyle {\tilde {E}}_{i}^{a}{\tilde {E}}^{bi}=\det(q)q^{ab}}이 성립한다. 그러므로,
{\displaystyle A_{\Sigma }=\int _{\Sigma }dx^{1}dx^{2}{\sqrt {{\tilde {E}}_{i}^{3}{\tilde {E}}^{3i}}}.}
정준 양자화 규칙에 따르면 트라이어드 {\displaystyle {\tilde {E}}_{i}^{3}}들은 양자 연산자로 승격되어야 한다.
{\displaystyle {\hat {\tilde {E}}}_{i}^{3}\sim {\delta  \over \delta A_{3}^{i}}.}
면적 {\displaystyle A_{\Sigma }}는 두 함수 도함수와 제곱근의 곱을 포함한다는 사실에도 불구하고 잘 정의된 양자 연산자로 승격될 수 있다. {\displaystyle N=2J} ({\displaystyle J} -번째 표현)로 놓으면,
{\displaystyle \sum _{i}T^{i}T^{i}=J(J+1)1.}
이 양은 면적 스펙트럼의 최종 공식에서 중요하다. 결과는
{\displaystyle {\hat {A}}_{\Sigma }W_{\gamma }[A]=8\pi \ell _{\text{Planck}}^{2}\beta \sum _{I}{\sqrt {j_{I}(j_{I}+1)}}W_{\gamma }[A]}
여기서 합은 곡면 {\displaystyle \Sigma }를 관통하는 윌슨 고리의 모든 모서리 {\displaystyle I}에 걸쳐 더한다.
{\displaystyle V=\int _{R}d^{3}x{\sqrt {\det(q)}}=\int _{R}dx^{3}{\sqrt {{\frac {1}{3!}}\epsilon _{abc}\epsilon ^{ijk}{\tilde {E}}_{i}^{a}{\tilde {E}}_{j}^{b}{\tilde {E}}_{k}^{c}}}.}
부피의 양자화는 면적과 동일한 방식으로 진행된다. 도함수가 취해질 때마다 접벡터 {\displaystyle {\dot {\gamma }}^{a}}가 내려간다. 부피 연산자가 교차하지 않는 윌슨 고리에 작용하면 결과가 사라진다. 따라서 부피가 0이 아닌 양자 상태는 교차점을 포함해야 한다. 부피에 대한 공식에서 비대칭 합이 인계된다는 점을 감안할 때 적어도 같은 평면에 있지 않은 3개의 선과의 교차가 필요하다. 부피 연산자가 소멸되지 않도록 하려면 최소 네 정점이 필요하다.
게이지 군 {\displaystyle \operatorname {SU} (2)}에 대한 실수 표현을 가정하자. 윌슨 고리들은 서로 다른 윌슨 고리와 관련된 항등식이 있으므로 완비 기저이다. 이는 윌슨 고리가 행렬(홀로노미)을 기반으로 하고 이러한 행렬이 항등식와 충족하기 때문에 발생한다. 주어진 두 {\displaystyle \operatorname {SU} (2)} 행렬 {\displaystyle \mathbb {A} } 와 {\displaystyle \mathbb {B} }에 대해,
{\displaystyle \operatorname {Tr} (\mathbb {A} )\operatorname {Tr} (\mathbb {B} )=\operatorname {Tr} (\mathbb {A} \mathbb {B} )+\operatorname {Tr} (\mathbb {A} \mathbb {B} ^{-1}).}
이것은 주어진 두 개의 교차하는 고리 {\displaystyle \gamma }, {\displaystyle \eta }가 있음을 의미한다.
{\displaystyle W_{\gamma }[A]W_{\eta }[A]=W_{\gamma \circ \eta }[A]+W_{\gamma \circ \eta ^{-1}}[A]}
여기에서 {\displaystyle \eta ^{-1}}는 {\displaystyle \eta } 반대 방향으로 도는 고리를 의미하며,  {\displaystyle \gamma \circ \eta }는 고리 {\displaystyle \gamma }를 돌고나서 고리 {\displaystyle \eta }를 돌아서 얻은 고리를 의미한다. 아래 그림을 참조. 행렬이 유니터리 행렬이라는 점을 감안할 때 {\displaystyle W_{\gamma }[A]=W_{\gamma ^{-1}}[A]}를 얻는다. 또한 행렬 대각합의 순환 속성(예: {\displaystyle \operatorname {Tr} (\mathbb {A} \mathbb {B} )=\operatorname {Tr} (\mathbb {B} \mathbb {A} )} )을 가지고 {\displaystyle W_{\gamma \circ \eta }[A]=W_{\eta \circ \gamma }[A]}를 얻는다. 이러한 항등식은 더 많은 고리를 추가하여 복잡성이 증가하는 추가적 항등식들로 서로 결합될 수 있다. 이러한 항등식들은 소위 만델스탐 항등식들이다. 특정 스핀 네트워크는 만델스탐 항등식에 의해 도입된 과잉 완전성을 해결하도록 설계된 교차 윌슨 고리의 선형 조합이며(3중 교차의 경우 과잉 완전성을 완전히 제거함) 실제로 모든 게이지 불변 함수의 기초를 구성한다.

다른 윌슨 고리 와 관련된 가장 단순하지 않은 만델스탐 항등식의 그래픽 표현.

위에서 언급했듯이 홀로노미는 반스핀 시험 입자를 전파하는 방법을 알려준다. 스핀 네트워크 상태는 공간에서 경로를 추적하고 병합 및 분할하는 반스핀 입자들에 진폭을 할당한다. 이들은 스핀 네트워크 {\displaystyle \gamma }에 의해 설명된다. 가장자리는 스핀이 다시 라우팅되는 다양한 방식에 대해 합산하는 방법에 대한 처방인 꼭지점에서 'intertwiners'와 함께 스핀으로 레이블이 지정된다. 재라우팅에 대한 합계는 가우스 게이지 변환에서 인터트위너의 형태를 불변으로 만들기 위해 선택된다.

### 고리 양자 중력의 해밀토니안 제약 조건
정식 양자 중력의 오랜 역사에서 수학적으로 엄밀한 방식으로 양자 연산자(휠러-드윗 방정식)로서 해밀토니안 제약 조건을 공식화하는 것은 만만치 않은 문제였다. 수학적으로 잘 정의된 해밀토니안 제약 조건이 1996년에 최종적으로 공식화된 것은 고리 표현에 있었다. 고리 양자 중력의 해밀토니안 제약 조건 문서에 자세한 내용을 남긴다. 이것은 가우스 법칙의 양자 버전 및 고리 표현으로 작성된 공간 미분 동형 사상 제약 조건과 함께 고리 양자 중력(현대 정식 양자 일반 상대성 이론)의 중심 방정식이다.
이러한 제약에 의해 소멸되는 상태(물리적 상태)를 찾고 해당 물리적 내적과 관찰 가능 항목을 찾는 것이 고리 양자 중력의 기술적 측면의 주요 목표이다.
해밀토니안 연산자의 아주 중요한 측면은 꼭지점에서만 작동한다는 것이다(그 결과 아슈테카르의 연산자와 마찬가지로 티만의 해밀토니안 연산자는 이제 형식적이지 않고 엄격한 수학적 의미를 갖는 경우를 제외하고는 교차하지 않는 고리를 소멸시킨다). 보다 정확하게는 적어도 원자가가 3 이상인 정점에서 그 작용은 0이 아니며 각 정점에 선을 추가하고 꼭지점의 인접 모서리의 라벨을 변경하여 원본 그래프가 수정된 새로운 스핀 네트워크의 선형 결합을 초래한다.

## 스핀 거품
고리 양자 중력에서 스핀 네트워크는 3차원 초곡면에서 중력장의 "양자 상태"를 나타낸다. 가능한 모든 스핀 네트워크들의 집합(또는 더 정확하게는 "s-매듭" – 즉, 미분 동형 사상들에서 스핀 네트워크의 동치류)는 셀 수 있다. 이는 고리 양자 중력 힐베르트 공간의 기초를 구성한다.
물리학에서 스핀 거품은 양자 중력의 파인만 경로 적분(범함수 적분) 설명을 얻기 위해 합산되어야 하는 구성 중 하나를 나타내는 2차원 면으로 만들어진 위상수학적 구조이다. 고리 양자 중력과 밀접한 관련이 있다.

### 해밀토니안 제약 연산자에서 파생된 스핀 거품
이 절에 대해서는 과 참고 문헌을 참조. 해밀토니안 제약 조건은 '시간' 진화를 생성한다. 해밀토니안 제약 조건을 해결하면 양자 상태가 초기 스핀 네트워크 상태에서 최종 스핀 네트워크 상태로 '시간'에 따라 어떻게 진화하는지 알 수 있다. 해밀토니안 제약을 해결하는 한 가지 접근 방식은 델타 함수라고 하는 것으로 시작한다. 서로 다른 작용 열에 대한 합은 초기 스핀 네트워크를 최종 스핀 네트워크로 보내는 '시간' 진화에서 '상호작용 꼭지점'의 서로 다른 이력에 대한 합으로 시각화할 수 있다. 해밀토니안 연산자가 작용할 때마다 꼭지점에 새 가장자리를 추가하여 수행한다.
그러면 자연스럽게 스핀 거품 설명에 깔려 있는 2-복합체(가장자리를 따라 결합된 면의 조합들의 집합, 꼭지점에서 결합됨)가 발생한다. 우리는 곡면을 휩쓸고 있는 초기 스핀 네트워크를 앞으로 발전시키고 해밀토니안 제약 조건 연산자의 작용은 꼭지점에서 시작하는 새로운 평면 곡면을 생성하는 것이다. 스핀 네트워크 상태의 꼭지점에 대한 해밀토니안 제약 조건의 작용을 사용하여 진폭을 각 "상호작용"에 연관시킬 수 있다( 파인만 도형과 비슷). 아래 그림을 참조. 이렇게 하면 정준 고리 양자 중력을 경로 적분 설명에 직접 연결하는 길이 열린다. 이제 스핀 네트워크가 양자 공간을 설명하는 것처럼 이러한 경로 적분 또는 역사에 대한 합에 기여하는 각 구성은 '양자 시공간'을 설명한다. 그것들이 비누 거품과 닮았고 이 때문에 존 바에즈는 이러한 '양자 시공간'에 '스핀 거품'이라는 이름을 붙였다.

경로 적분 또는 소위 스핀 거품 설명으로 변환된 해밀토니안 제약 조건의 동작이다. 단일 노드가 세 개의 노드로 분할되어 스핀 거품 꼭지점을 생성한다. 의 값이다 꼭지점에서 해밀토니안 제약 조건의 행렬 성분이다..

그러나 이 특정 접근 방식에는 심각한 어려움이 있다. 예를 들어 해밀토니안 연산자는 자기 수반 연산자가 아니며 실제로 정규 연산자도 아니므로(즉, 연산자는 수반 연산자와 교환하지 않음) 일반적으로 지수를 정의하기 위해 스펙트럼 정리를 사용할 수 없다. 가장 심각한 문제는 {\displaystyle {\hat {H}}(x)}들이 상호 교환이 아닌 경우 형식적 값 {\textstyle \int [dN]e^{i\int d^{3}xN(x){\hat {H}}(x)}}는 (일반화된) 프로젝터 조차 정의할 수 없다. 마스터 제약 조건(아래 참조)은 이러한 문제를 겪지 않으며 정준 이론을 경로 적분 공식에 연결하는 길을 제공한다.

### BF 이론의 스핀 거품
경로 적분을 공식화하는 대체적 길이 있는 것으로 밝혀졌지만 해밀턴 형식주의와의 연결은 덜 명확하다. 한 가지 방법은 BF 이론으로 시작하는 것이다. 이것은 일반 상대성 이론보다 더 간단한 이론이며, 국소적 자유도가 없고 장의 미분 위상 수학적 측면에만 의존한다. BF 이론은 위상 양자장론으로 알려진 것이다. 놀랍게도 BF 이론에서 제약 조건을 부과함으로써 일반 상대성 이론을 얻을 수 있다는 것이 밝혀졌다.  BF 이론은 장 {\displaystyle B_{ab}^{IJ}}을 포함한다. 그리고 장 {\displaystyle B}을 두 테트라드들의 (반대칭) 곱이 되도록 선택하면
{\displaystyle B_{ab}^{IJ}={1 \over 2}\left(E_{a}^{I}E_{b}^{J}-E_{b}^{I}E_{a}^{J}\right)}
(테트라드는 트라이어드와 같지만 4개의 시공간 차원에서) 일반 상대성 이론이 복원된다. 장 {\displaystyle B}가 2개의 테트라드의 곱으로 주어지는 조건은 단순 제약 조건이라고 한다. 위상 양자장론의 스핀 거품 역학은 잘 알려져 있다. 이 간단한 이론에 대한 스핀 거품 '상호 작용' 진폭이 주어지면 일반 상대성 이론에 대한 경로 적분을 얻기 위해 단순 조건을 구현하려고 시도한다. 그런 다음 스핀 거품 모델을 구성하는 자명하지 않은 작업은 이 단순성 제약이 양자 이론에 어떻게 부과되어야 하는지에 대한 질문으로 축소된다. 이에 대한 첫 번째 시도는 유명한 바레트–크레네 모델이었다.  그러나 이 모델은 문제가 있는 것으로 나타났다. 예를 들어 올바른 고전적 극한을 보장하기에 충분한 자유도가 없는 것 같다.  단순성 제약 조건이 양자 수준에서 너무 강하게 부과되었으며 굽타–블룰러 양자 전기 역학의 형식주의에서 로런츠 게이지 조건 {\displaystyle \partial _{\mu }{\hat {A}}^{\mu }}과 마찬가지로 기대값의 의미에서만 부과되어야 한다는 주장이 제기되었다. 이제 새로운 모델이 제시되었으며, 때로는 더 약한 의미에서 단순성 조건을 부과함으로써 동기가 부여되었다.
여기서  또 다른 어려움은 스핀 거품이 시공간의 이산화에서 정의된다는 것이다. 이것은 국소적 자유도가 없기 때문에 위상 장 이론에는 문제가 없지만 일반 상대성 이론에는 문제가 있다. 이것은 삼각화 의존성 문제로 알려져 있다.

### 스핀 거품의 현대적 형식화
고전적 단순성 제약 조건을 적용하면 BF 이론에서 일반 상대성이론이 회복되는 것처럼 적절한 양자 단순성 제약 조건이 양자 BF 이론에서 양자 중력을 회복할 것이라고 기대한다.
앵글, 페레이아 및 로벨리,  프레이델 및 크라스노프  및 리비네 및 스페치알레는 스핀 거품 상호 작용 진폭을 훨씬 더 나은 거동으로 정의하면서 이 문제와 관련하여 많은 진전을 이루었다.
EPRL-FK 스핀 거품과 고리 양자 중력의 정준 형식화 사이에 접촉을 시도했다. 

### 마스터 제약 조건 연산자에서 파생된 스핀 거품
아래를 참조.

## 준고전적 극한과 고리 양자 중력
고전적 극한은 고전 역학에 근사하는 물리 이론의 능력이다. 비고전적 행동을 예측하는 물리 이론과 함께 사용된다. 양자 중력의 후보 이론은 아인슈타인의 일반 상대성 이론을 양자 이론의 고전적 극한으로 재현할 수 있어야 한다. 이것은 서로 다른 섹터를 가지고 있다는 양자장 이론의 특징 때문에 보장되지 않는다. 이는 통계 계의 열역학적 극한에서 발생하는 서로 다른 단계와 비슷하다. 서로 다른 페이즈가 물리적으로 다른 것처럼 양자장 이론의 서로 다른 영역도 마찬가지이다. 고리 양자 중력은 준고전적 극한에서 일반 상대성을 회복하지 못하는 비물리적 섹터에 속한다는 것이 밝혀질 수 있다(사실 물리적 섹터가 전혀 없을 수도 있음).
또한, 물리적 힐베르트 공간 {\displaystyle H_{phys}}는 우리가 얻은 양자 이론이 {\displaystyle \hbar \to 0}의 경우에 고전 이론으로 돌아갈 수 있음을 보장하기에 충분한 준고전적 상태를 포함해야 한다. 이를 보장하기 위해서는 어떤 대가를 치르더라도 양자 변칙 현상을 피해야 한다. 그렇지 않으면 고전 이론에 상응하는 물리적 힐베르트 공간에 대한 제한이 있을 것이기 때문에 양자 이론이 고전 이론보다 자유도가 더 적다는 것을 의미한다.
아슈테카르 등에 의해 정의된 고리 표현의 고유성을 확립하는 정리. (즉, 정확한 고리 대수를 재생산하는 힐베르트 공간 및 관련 연산자의 특정 구체적인 구현 - 모두가 사용하고 있는 구현)은 두 연구단(레반도루스키, 오콜로우, 살만 및 티만;  및 크리스티안 플레이슈학  )에 의해 제공되었다. 이 결과가 확립되기 전에는 동일한 고리 대수를 호출하는 연산자가 있는 힐베르트 공간의 다른 예-지금까지 사용된 것과 동등하지 않은 다른 구현-가 있을 수 있는지 여부가 알려지지 않았다. 이러한 유일성 정리는 다른 것이 존재하지 않음을 의미하므로 고리 양자 중력에 올바른 고전적 극한이 없으면 이 정리들은 양자 중력의 고리 표현의 끝을 의미한다.

### 준고전적 극한을 확인하는 어려움과 진행
준고전적 극한에서 아인슈타인의 일반 상대성 이론을 제공하는 고리 양자 중력을 설정하는 데는 여러 가지 어려움이 있다.
1. 극소 공간 미분 동형 사상에 해당하는 연산자는 없다(응집 물질의 상황과 비교할 때 공간 기하학이 이산적 특성을 갖는다고 예측하기 때문에 이론에 극소 공간 '변환' 생성자가 없다는 것은 놀라운 일이 아니다). 대신 그것은 유한한 공간 미분 동형 사상에 의해 근사화되어야 하고 그래서 고전 이론의 포아송 괄호 구조는 정확하게 재생산되지 않는다.이 문제는 소위 마스터 제약(아래 참조)[7]의 도입으로 피할 수 있다.
2. 양자 상태의 불연속적인 조합적 특성과 고전 이론의 장의 연속적 특성을 조화시키는 문제가 있다.
3. 공간 미분 동형 사상 및 해밀토니안 제약 조건을 포함하는 푸아송 괄호의 구조에서 발생하는 심각한 어려움이 있다. 특히, (번진) 해밀턴 제약 조건의 대수는 닫히지 않는다. 그것은 비례 계수가 상수가 아닌 무한소 공간 미분 동형 사상(방금 언급한 바와 같이 양자 이론에 존재하지 않음)에 대한 합에 비례한다. 그러나 자명하지 않은 페이즈 공간 의존성을 갖는다. 따라서 리 대수를 형성하지 않는다. 그러나 마스터 제약 조건을 도입하면 상황이 훨씬 개선된다. [7]
4. 지금까지 개발된 준고전적인 이론은 그래프를 변경하지 않는 연산자에만 적합하지만 티만의 해밀토니안 제약 조건은 그래프를 변경하는 연산자이다. 생성되는 새 그래프는 일관된 상태가 의존하지 않는 자유도를 가지므로 양자 변동이 억제되지 않는다. 또한 지금까지는 이러한 일관된 상태가 운동학적 수준에서만 정의된다는 제한이 있으며 이제 이를 {\displaystyle {\mathcal {H}}_{Diff}}과 {\displaystyle {\mathcal {H}}_{Phys}}의 수준으로 끌어올려야 한다. 어떤 의미에서 문제 3을 해결하기 위해 티만의 해밀토니안 제약 조건이 그래프 변경에 필요하다는 것을 알 수 있다. 그러나 마스터 제약 조건 대수는 자명하므로 그래프를 바꾸는 요구 사항이 해제될 수 있으며 실제로 그래프를 바꾸지 않는 마스터 제약 조건 연산자가 정의되었다. 현재 알려진 한, 이 문제는 아직 도달할 수 없는 지점이다.
5. 고전적인 일반 상대성 이론에 대한 관측가능량을 형식화하는 것은 비선형 특성과 시공간 미분 동형 사상 불변성 때문에 그 자체로 만만치 않은 문제이다. 사실 관측 가능 항목을 계산하기 위한 체계적인 근사 체계는 최근에야 개발되었다. [17] [18]

이론의 준고전적 극한을 조사하려는 시도의 어려움을 잘못된 준고전적 극한을 갖는 것과 혼동해서는 안 된다.
위의 2번 문제와 관련하여 소위 직조 상태를 고려할 수 있다. 기하학적 양의 일반적인 측정은 거시적이며 플랑크의 불연속성은 평탄화된다. 티셔츠의 직물도 비슷하다. 멀리서 보면 매끄러운 곡선의 2차원 곡면이지만 자세히 살펴보면 실제로 수천 개의 1차원 연결된 실로 구성되어 있음을 알 수 있다. 고리 양자 중력에서 주어진 공간의 이미지도 비슷하다. 아주 많은 수의 꼭지점들과 모서리들로 구성된 아주 큰 스핀 네트워크를 고려하자. 거시적 규모로 조사하면 이는 3차원 연속 계량 기하학적으로 보인다.
친숙한 저에너지 물리학과 접촉하려면 물리학에 쓰는 내적과 디랙 관측가능량 모두에 대한 근사 체계를 개발해야 한다. 집중적으로 연구된 스핀 거품 모델은 물리적 내적에 대한 근사 방식을 향한 길로 볼 수 있다.
마르코폴로우 등은 배경 독립 양자 중력 이론에서 낮은 에너지 극한 문제를 해결하기 위한 시도로 무소음 부분 계의 아이디어를 채택했다.  
와이트만이 1950년대에 강조했듯이 민코프스키 양자장론에서 {\displaystyle n-}점 함수들
{\displaystyle W(x_{1},\dots ,x_{n})=\langle 0|\phi (x_{n})\dots \phi (x_{1})|0\rangle ,}
은 이론을 완전히 결정한다. 특히, 이러한 양으로부터 산란 진폭을 계산할 수 있다. 배경 독립적 산란 진폭 에 대한 절에서 아래에 설명된 바와 같이 배경 독립적 맥락에서 {\displaystyle n-}점 함수는 상태를 나타내며 중력 상태에서는 이러한 양의 표현에 나타날 수 있는 특정 기하학에 대한 정보를 자연스럽게 인코딩할 수 있다. 선행 순서에 따라 고리 양자 중력 계산은 유효 저에너지 양자 일반 상대성 이론에서 계산된 {\displaystyle n-}점 함수와 적절한 의미에서 일치하는 것으로 나타났다.

## 향상된 동역학 및 마스터 제약 조건

### 마스터 제약
고리 양자 중력에 대한 티만의 마스터 제약 조건 프로그램은 문제의 제약 조건의 제곱을 포함하는 단일 마스터 제약 조건에서 무한한 수의 해밀토니안 제약 조건 방정식을 부과하는 고전적으로 동등한 방법으로 제안 되었다. 마스터 제약 조건 사용에 대한 초기 반대는 첫눈에 관찰 가능 항목에 대한 정보를 인코딩하지 않는 것 같다는 점이었다. 마스터 제약 조건은 제약 조건에서 이차이기 때문에 어떤 수량으로 푸아송 괄호를 계산할 때 결과는 제약 조건에 비례하므로 제약 조건이 부과될 때 항상 사라지고 특정 페이즈 공간 함수를 선택하지 않는다. 그러나 이 조건은 디랙 관측가능량과 동일하다는 것이 알려졌다. 따라서 마스터 제약 조건은 관측가능량에 대한 정보를 잡아낸다. 그 중요성 때문에 이것은 마스터 방정식으로 알려져 있다.
마스터 제약 푸아송 대수는 리 대수라는 점에서 군 평균으로 알려진 특정 방법을 사용하여 무한한 수의 해밀토니안 제약, 물리적 내적 및 세련된 대수 양자화로 알려져 있다.
양자 마스터 제약 조건(정규화 문제 제외)을 다음과 같이 정의한다.
{\displaystyle {\hat {M}}:=\int d^{3}x{\widehat {\left({\frac {H}{\sqrt[{4}]{\det(q(x))}}}\right)}}^{\dagger }(x){\widehat {\left({\frac {H}{\sqrt[{4}]{\det(q(x))}}}\right)}}(x).}
확실히, 모든 {\displaystyle x}에 대해
{\displaystyle {\widehat {\left({\frac {H}{\sqrt[{4}]{\det(q(x))}}}\right)}}(x)\Psi =0}
임은 {\displaystyle {\hat {M}}\Psi =0}를 의미한다. 반대로, 만약 {\displaystyle {\hat {M}}\Psi =0}이면,
{\displaystyle 0=\left\langle \Psi ,{\hat {M}}\Psi \right\rangle =\int d^{3}x\left\|{\widehat {\left({\frac {H}{\sqrt[{4}]{\det(q(x))}}}\right)}}(x)\Psi \right\|^{2}\qquad Eq\;4}
는
{\displaystyle {\widehat {\left({\frac {H}{\sqrt[{4}]{\det(q(x))}}}\right)}}(x)\Psi =0}
를 의미한다. 먼저 수행되는 작업은 예상 연산자 {\displaystyle {\hat {M}}}의 행렬 성분을 계산할 수 있다는 것이다. 즉, 우리는 이차 형식 {\displaystyle Q_{M}}을 계산한다. {\displaystyle Q_{M}}가 그래프를 바꾸는, 운동학적 힐베르트 공간 {\displaystyle H_{Kin}}에 존재할 수 없고 {\displaystyle H_{Diff}}에서 정의되어야 하는 미분 동형 사상 불변 이차 형식임이 밝혀졌다. 마스터 제약 연산자 {\displaystyle {\hat {M}}}가 {\displaystyle H_{Diff}}에서 조밀하게 정의되어있어서, {\displaystyle {\hat {M}}}은 {\displaystyle H_{Diff}}에서 양인 대칭 연산자이다. 따라서 {\displaystyle {\hat {M}}}와 관련된 이차 형식 {\displaystyle Q_{M}}은 닫을 수 있다. {\displaystyle Q_{M}}의 폐포는 {\displaystyle {\hat {M}}}의 프리드리히 확장이라고 부르는 유일한 자기 수반 연산자 {\displaystyle {\hat {\overline {M}}}}의 2차 형식이다. 단순성을 위해 {\displaystyle {\hat {\overline {M}}}}을 {\displaystyle {\hat {M}}}으로 쓰자.
내적의 존재성, 즉, 식 4의 존재성은 불필요한 해가 없음을 의미한다. 즉,
{\displaystyle {\widehat {\left({\frac {H}{\sqrt[{4}]{\det(q(x))}}}\right)}}(x)\Psi \not =0,}
인 {\displaystyle \Psi }가 없음을 뜻한다. 그러나 {\displaystyle {\hat {M}}\Psi =0}.
{\displaystyle H_{Kin}} 위에서 확장된 마스터 제약 조건(아래에서 설명)에 대해 이차 형식 {\displaystyle Q_{M_{E}}}를 만드는 것도 가능하다. 이는 또한 공간 미분 동형 사상 제약 조건의 제곱의 가중 적분을 포함한다(이는 {\displaystyle Q_{M_{E}}}가 그래프를 바꾸지 않아서 가능하다).
마스터 제약 조건의 스펙트럼은 유한하지만 본질적으로 배경 종속 양자장론의 무한 진공 에너지와 비슷한 일반 또는 인자 순서 효과로 인해 0을 포함하지 않을 수 있다. 이 경우 {\displaystyle {\hat {M}}}을 {\displaystyle {\hat {M}}':={\hat {M}}-\min(spec({\hat {M}})){\hat {1}}}로 교체하는 것이 물리적으로 올바른 것으로 판명되었다. "정상 순서 상수"가 고전적 극한에서 사라지는 경우, 즉,
{\displaystyle \lim _{\hbar \to 0}\min(spec({\hat {M}}))=0,}
{\displaystyle {\hat {M}}'}이 {\displaystyle M}의 유효한 양자화이도록 한다.

### 마스터 제약 조건 테스트
프리미티브 형식의 제약 조건은 다소 특이하다. 이것이 얼룩진 제약 조건을 얻기 위해 테스트 기능에 통합한 이유였다. 그러나 위에 주어진 마스터 제약 조건에 대한 방정식은 두 개의 기본 제약 조건의 곱을 포함하는 훨씬 더 단일한 것으로 나타난다(비록 공간에 걸쳐 통합됨). 제약 조건을 제곱하는 것은 해당 연산자의 자외선 행동을 악화시킬 수 있으므로 위험하므로 마스터 제약 조건 프로그램에 주의를 기울여 접근해야 한다.
그렇게 함으로써 마스터 제약 프로그램은 중요하지 않은 제약 대수, 자유 및 상호 작용 장 이론이 있는 여러 모델 계에서 만족스럽게 시험 되었다.      고리 양자 중력에 대한 마스터 제약 조건은 진정한 양의 자기 수반 연산자로 설정되었으며 고리 양자 중력의 물리적 힐베르트 공간은 비어 있지 않은 것으로 나타났다. 이는 고리 양자 중력이 실행 가능한 양자 일반 상대성 이론이 되기 위해 통과해야 하는 명백한 일관성 테스트다.

### 마스터 제약 조건의 적용
마스터 제약 조건은 물리적 내적을 근사화하고 더 엄격한 경로 적분을 정의하려는 시도에 사용되었다.    
고리 양자 중력에 대한 일관된 이산화 접근 방식   은 정준 이론의 물리적 힐베르트 공간을 구성하기 위한 마스터 제약 프로그램의 응용이다.

### 마스터 제약 조건에서 스핀 거품
마스터 제약 조건은 다른 제약 조건을 통합하기 위해 쉽게 일반화된다는 것이 밝혀졌다. 그런 다음 확장 마스터 제약 조건이라고 하며 {\displaystyle M_{E}}과 같이 표시된다. 단일 연산자로 해밀토니안 제약 조건과 공간 미분 동형 사상 제약 조건을 모두 부과하는 확장된 마스터 제약 조건을 정의할 수 있다.
{\displaystyle M_{E}=\int _{\Sigma }d^{3}x{H(x)^{2}-q^{ab}V_{a}(x)V_{b}(x) \over {\sqrt {\det(q)}}}} .
이 단일 제약 조건을 0으로 설정하는 것은 다음과 같다. 모든 {\displaystyle x\in \Sigma }에 대해 {\displaystyle H(x)=0}, {\displaystyle V_{a}(x)=0}. 이 제약 조건은 운동학적 힐베르트 공간에서 공간적 미분 동형 사상과 해밀토니안 제약 조건을 동시에 구현한다. 그런 다음 물리적 내적은 다음과 같이 정의된다.
{\displaystyle \langle \phi ,\psi \rangle _{\text{Phys}}=\lim _{T\to \infty }\left\langle \phi ,\int _{-T}^{T}dte^{it{\hat {M}}_{E}}\psi \right\rangle }
({\textstyle \delta ({\hat {M_{E}}})=\lim _{T\to \infty }\int _{-T}^{T}dte^{it{\hat {M}}_{E}}}처럼). 이 표현의 스핀 거품 표현은 매개변수 {\displaystyle t}를 이산적 단계로 나누고 다음과 같이 써서 얻어진다:
{\textstyle e^{it{\hat {M}}_{E}}=\lim _{n\to \infty }\left[e^{it{\hat {M}}_{E}/n}\right]^{n}=\lim _{n\to \infty }[1+it{\hat {M}}_{E}/n]^{n}.}
그런 다음 스핀 거품 설명은 {\displaystyle [1+it{\hat {M}}_{E}/n]} 스핀 네트워크에서 그래프와 라벨이 수정된 새로운 스핀 네트워크의 선형 결합을 생성한다. 분명히 근사값은  유한 정수 {\displaystyle n}로 확장된 마스터 제약 조건의 장점은 우리가 운동학적 수준에서 작업하고 있으며 지금까지는 여기에서만 준고전적인 일관된 상태에 접근 할 수 있다는 것이다. 또한, 이러한 일관된 상태에 적합한 유일한 유형의 연산자인 이 마스터 제약 조건 연산자의 그래프 변경 버전을 찾을 수 없다.

### 대수적 양자 중력
마스터 제약 프로그램은 중력을 완전히 조합론적으로 취급하는 대수적 양자 중력으로 발전했다. 그래프를 바꾸지 않는 마스터 제약 조건 연산자는 대수 양자 중력의 틀에 적용된다. 대수적 양자 중력은 고리 양자 중력에서 영감을 받았지만 대수적 양자 중력에는 기본적으로 위상 구조 또는 미분 구조가 없기 때문에 고리 양자 중력과 크게 다르다. 보다 일반화된 의미에서 배경 독립적이며 위상 구조 변경에 대해 말할 수 있는 무언가가 있을 수 있다. 양자 중력의 이 새로운 형식화에서 대수적 양자 중력 준고전적 상태는 항상 현재의 모든 자유도의 변동을 제어한다. 이것은 대수적 양자 중력 준고전적 분석을 고리 양자 중력보다 우수하게 만들고 올바른 준고전적 극한을 설정하고 친숙한 저에너지 물리학과의 접촉을 제공하는 데 진전이 있었다.  

## 고리 양자 중력의 물리적 응용

### 블랙홀 엔트로피

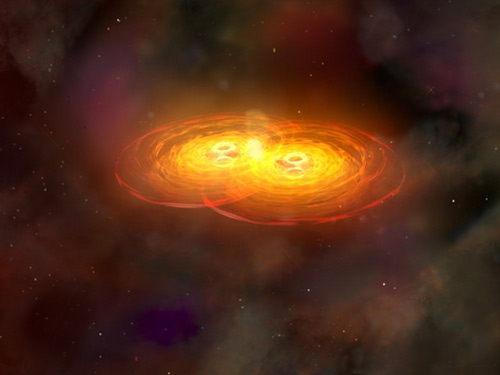
열역학 법칙이 유지되는 과정인 두 개의 블랙홀 병합을 묘사한 예술가.

블랙홀 열역학은 열역학 법칙과 블랙홀 사건의 지평의 존재를 조화시키려는 연구 분야이다. 일반 상대성 이론의 머리털 없는 추측에 따르면 블랙홀은 질량, 전하 및 각운동량으로만 특징지어진다. 따라서 엔트로피가 없다. 따라서 엔트로피가 0이 아닌 물체를 블랙홀에 떨어뜨리면 열역학 제2법칙을 위반할 수 있는 것으로 보인다. 스티븐 호킹과 제이콥 베켄슈타인의 연구는 각 블랙홀에 블랙홀 엔트로피를 할당함으로써 열역학 제2법칙을 보존할 수 있음을 보여주었다.
{\displaystyle S_{\text{BH}}={\frac {k_{\text{B}}A}{4\ell _{\text{P}}^{2}}},}
여기서 {\displaystyle A}는 블랙홀의 사건의 지평 면적, {\displaystyle k_{\text{B}}}는 볼츠만 상수이고, {\textstyle \ell _{\text{P}}={\sqrt {G\hbar /c^{3}}}}는 플랑크 길이이다. 블랙홀 엔트로피가 베켄슈타인 경계에 의해 얻을 수 있는 최대 엔트로피라는 사실이 홀로그래픽 원리를 이끌어낸 주요 관찰이었다. 
털 없음 정리의 적용에서는 블랙홀의 엔트로피를 설명하는 관련 자유도가 본질적으로 고전적이어야 한다는 가정을 간과하고 있다. 대신 순전히 양자 역학이고 엔트로피가 0이 아닌 경우 어떻게 될까? 실제로 이것은 블랙홀 엔트로피의 고리 양자 중력 유도에서 실현된 것이며 배경 독립성의 결과로 볼 수 있다. 고전적인 블랙홀 시공간은 중력장의 양자 상태의 준고전적 극한에서 비롯되지만 동일한 준고전적 극한을 갖는 많은 양자 상태가 있다. 구체적으로, 고리 양자 중력에서는 양자 기하학적 관점을 미시 상태에 연관시키는 것이 가능하다. 이들은 면적 {\displaystyle A}와 일치하는 수평선의 양자 기하학, 블랙홀과 사건의 지평의 위상(예: 구형)이다. 고리 양자 중력은 엔트로피의 유한성과 수평선 면적의 비례성에 대한 기하학적 설명을 제공한다.   이러한 계산은 회전하는 블랙홀에 대해 일반화되었다. 

지평선의 양자 기하학 표현. 벌크의 폴리머 들뜸은 수평선을 관통하여 양자화된 면적을 부여한다. 본질적으로 지평선은 양자화된 적자 각도 또는 양자화된 곡률 양을 획득하는 천공을 제외하고는 평평하다.이 적자 각도는.

전체 양자 이론(스핀 거품)의 공변 공식에서 에너지와 면적(제1법칙) 사이의 올바른 관계, 언루 온도 및 호킹 엔트로피를 생성하는 분포를 도출하는 것이 가능하다. 계산은 역학적 지평의 개념을 사용하며 극단적이지 않은 블랙홀에 대해 수행된다.
이 방향에서 이론의 최근 성공은 임미르치 매개변수 와 무관하게 이론에서 직접 모든 비특수 블랙홀의 엔트로피를 계산한 것이다.  결과는 예상 공식 {\displaystyle S=A/4}이다. 여기서 {\displaystyle S}는 엔트로피이고 {\displaystyle A}는 휴리스틱 근거에서 베켄슈타인과 호킹이 도출한 블랙홀의 면적이다. 이것은 일반적인 비특이 블랙홀의 경우 기본 이론에서 이 공식을 유도한 것으로 알려진 유일한 것이다. 이 계산에 대한 이전 시도에는 어려움이 있었다. 문제는 고리 양자 중력이 블랙홀의 엔트로피가 사건의 지평 면적에 비례한다고 예측했지만, 그 결과는 이론 상 중요한 자유 매개변수인 앞서 언급한 임미르지 매개변수에 의존한다는 점이었다. 그러나 이미 알려진 임미르치 매개변수의 계산법이 없기 때문에 베켄슈타인과 호킹의 블랙홀 엔트로피 계산법에 합의를 요구하여 수정해야 했다.

### 고리 양자 중력의 호킹 복사
고리 양자 중력을 사용하여 블랙홀 지평선의 양자 기하학에 대한 자세한 연구가 이루어졌다. 고리 양자화는 유도에서 발생하는 다른 상수를 취소하기 위해 임미르치 매개변수의 값을 선택하지 않는 한 베켄슈타인과 호킹이 원래 발견한 블랙홀 엔트로피에 대한 결과를 재현하지 않는다. 그러나 그것은 블랙홀의 엔트로피와 복사에 대한 고차 보정 계산으로 이어졌다.
사건의 지평 면적의 변화에 따라 양자 블랙홀은 증발하는 원시 블랙홀의 호킹 복사에서 X-선을 관찰할 수 있는 호킹 스펙트럼의 편차를 나타낸다.  양자 효과는 호킹 방사 스펙트럼의 상단에서 아주 두드러지는 불연속적이고 혼합되지 않은 주파수들에 집중된다. 

### 플랑크 별
2014년 카를로 로벨리와 프란체스카 비도토는 모든 블랙홀 내부에 플랑크 별이 있다고 제안했다. 고리 양자 중력를 기반으로 한 이론은 별이 블랙홀로 붕괴되면서 에너지 밀도가 플랑크 에너지 밀도에 도달하여 별을 생성하는 반발력이 발생한다는 것이다. 또한 그러한 별의 존재는 블랙홀 방화벽과 블랙홀 정보 역설을 해결할 것이다.

### 고리 양자 우주론
대중적이고 기술적인 문헌은 고리 양자 우주론의 고리 양자 중력 관련 주제를 광범위하게 참조한다. 고리 양자 중력은 주로 마르틴 보요왈드가 개발했으며 Scientific American에서 빅뱅 이전에 빅 바운스를 예측하여 대중화되었다.  고리 양자 우주론(고리 양자 중력)은 수축하는 우주 가지와 확장하는 우주 가지 사이의 "양자 다리"를 예측하는 고리 양자 중력(고리 양자 중력)을 모방하는 방법을 사용하여 양자화 된 고전 일반 상대성 이론의 대칭 축소 모델이다.
고리 양자 중력의 성과는 빅뱅 특이점의 해결, 빅 바운스의 예측, 급팽창의 자연스러운 메커니즘이었다.
고리 양자 중력 모델은 고리 양자 중력의 기능을 공유하므로 유용한 장난감 모델이다. 그러나 얻은 결과는 전체 이론에서 큰 양자 변동을 가질 수 있는 자유도의 인위적인 억제로 인해 절단된 고전 이론이 전체 이론의 실제 동작을 표시하지 않을 수 있다는 일반적인 제한을 받는다. 고리 양자 중력의 특이점 회피는 이러한 제한적 모델에서만 사용할 수 있는 메커니즘에 의한 것이며 전체 이론에서의 특이성 회피는 여전히 얻을 수 있지만 고리 양자 중력의 더 미묘한 기능에 의해 얻어질 수 있다고 주장 되어 왔다.  

### 고리 양자 중력 현상학
플랑크 길이가 엄청나게 작기 때문에 양자 중력 효과는 측정하기 어려운 것으로 악명이 높다. 그러나 최근 잭 팔머와 같은 물리학자들은 주로 천체 물리학적 관찰과 중력파 탐지기에서 양자 중력 효과를 측정할 가능성을 고려하기 시작했다. 규모에서의 변동 에너지는 이 작은 원인 공간 섭동을 더 높은 규모에서 볼 수 있다.

### 배경 독립적 산란 진폭
고리 양자 중력은 배경 독립적인 언어로 공식화된다. 시공간은 선험적으로 가정되지 않고 오히려 이론 상태 자체에 의해 구성된다. 그러나 산란 진폭은 다음에서 파생된다. {\displaystyle n} -점 함수(상관 함수) 및 기존의 양자장 론에서 공식화된 이들은 배경 시공간 점의 함수이다. 주어진 시공간에서 배경 독립적 형식주의와 양자장론의 기존 형식주의 사이의 관계는 분명하지 않으며, 전체 배경 독립적 이론에서 낮은 에너지 양을 복구하는 방법도 명확하지 않다. 하나는 양자 일반 상대성 이론의 표준 섭동 확장과 비교하여 고리 양자 중력이 올바른 저에너지 극한을 생성하는지 확인하기 위해 배경 독립적 형식화에서 이론의 {\displaystyle n}-점 함수.
이 문제를 해결하기 위한 전략이 제안되었다. 그 아이디어는 장의 경계 값의 함수로 보이는 경계 진폭, 즉 유한 시공간 면적에 대한 경로 적분을 연구하는 것이다.   기존의 양자장 이론에서 이 경계 진폭은 잘 정의되어 있으며   이론의 물리적 정보를 코딩한다. 그것은 양자 중력에서도 마찬가지이지만 완전히 배경에 독립적인 방식이다. {\displaystyle n} -점 함수의 일반적인공변적 정의는 물리적 점 사이의 거리라는 아이디어를 기반으로 할 수 있다. {\displaystyle n} -점 함수는 고려되는 시공간 면적의 경계에 있는 중력장의 상태에 의해 결정된다.
스핀 거품을 사용하여 이러한 방식으로 배경 독립적 산란 진폭을 계산하는 데 진전이 있었다. 이것은 이론에서 물리적 정보를 추출하는 방법이다. 중력자 산란 진폭에 대한 올바른 동작을 재현하고 고전 중력을 복구했다는 주장이 제기되었다. "우리는 공간과 시간이 없는 세계에서 시작하여 뉴턴의 법칙을 계산했다." – 카를로 로벨리.

## 중력자, 끈 이론, 초대칭, 고리 양자 중력의 추가 차원
중력의 일부 양자 이론은 양자화되어 중력을 발생시키는 스핀-2 양자장을 가정한다. 끈 이론에서 일반적으로 고전적으로 고정된 배경 위에 양자화된 들뜸으로 시작한다. 따라서이 이론은 배경 의존적이라고 설명된다. 광자와 같은 입자와 시공간 기하학(중력자)의 변화는 모두 끈 세계 시트에서 들뜸으로 설명된다. 끈 이론의 배경 의존성은 쿼크 세대 수를 결정하는 것과 같은 중요한 물리적 결과를 가져올 수 있다. 대조적으로 고리 양자 중력은 일반 상대성 이론과 마찬가지로 분명히 배경 독립적이며 끈 이론에서 요구되는 배경을 제거한다. 끈 이론과 마찬가지로 고리 양자 중력도 양자 장 이론의 재규격화 불가능 분기점을 극복하는 것을 목표로 한다.
고리 양자 중력은 배경과이 배경에 사는 들뜸을 도입하지 않으므로 고리 양자 중력은 중력자를 벽돌로 사용하지 않는다. 대신에 "중력자"와 같은 것이 다시 나타날 일종의 준고전적 극한 또는 약한 장 극한을 복구할 수 있다고 기대한다. 대조적으로, 중력자는 초끈 들뜸의 첫 번째(무질량) 수준에 속하는 끈 이론에서 중요한 역할을 한다.
고리 양자 중력은 초대칭 또는 칼루차-클라인 추가 차원 없이 3차원 및 4차원으로 공식화된다는 점에서 끈 이론과 다르다. 후자는 둘 다 참이어야 한다. 현재까지 초대칭과 칼루차-클라인 추가 차원에 대한 끈 이론의 예측을 확인하는 실험적 증거는 없다. 2003년 논문 "A Dialog on Quantum Gravity"에서  카를로 로벨리는 고리 양자 중력이 초대칭 없이 4차원으로 공식화되었다는 사실을 이론의 강점으로 본다. 경쟁 끈/M-이론. 끈 이론의 지지자들은 종종 끈 이론이 일반 상대성 이론과 양자 장 이론의 확립된 이론을 적절한 극한 내에서 명백하게 재생산한다는 사실을 지적할 것이다. 고리 양자 중력은 이를 수행하기 위해 고군분투했다. 그런 의미에서 끈 이론과 확립된 물리학의 연결은 수학적 수준에서 더 신뢰할 수 있고 덜 사변적인 것으로 간주될 수 있다. 고리 양자 중력은 우주의 물질(페르미온)에 대해 할 말이 없다.
고리 양자 중력은 4차원(초대칭을 도입한 것과 하지 않은 것)으로 공식화되었고 M-이론은 초대칭과 11차원을 필요로 하므로 둘 사이의 직접적인 비교는 불가능했다. 주류 고리 양자 중력 형식주의를 고차원 초중력, 초대칭을 사용한 일반 상대성 이론 및 칼루차-클라인 추가 차원으로 확장하는 것은 실험적 증거가 존재를 입증하는 경우 가능하다. 따라서 이러한 접근 방식을 비교하기 위해 마음대로 고차원의 초중력 고리 양자화를 사용하는 것이 바람직하다. 실제로 이를 시도하는 일련의 논문이 출판되었다.         가장 최근에 티만(및 졸업생)은 고차원의 초중력에 대한 블랙홀 엔트로피를 계산하는 데 진전을 이루었다. 이러한 결과를 해당 초끈 계산과 비교하는 것은 흥미로울 것이다.  

## 고리 양자 중력 및 관련 연구 프로그램
여러 연구 단체에서 고리 양자 중력를 다른 연구 프로그램과 결합하려고 시도했다: 요하네스 아스트럽, 예스퍼 그림스트럽 등의 연구는 비가환 기하학을 표준 양자 중력 및 아슈테카르 변수와 결합한다.  로런트 프레이델, 시몬느 스피치알레 등은 스피너 및 트위스터 이론과 고리 양자 중력을,  리 스몰린 등은 베를린데의 엔트로피 중력 아론과 고리 중력을 결합하려고 했다. 스테판 알렉산더, 안토니노 마르시아노, 리 스몰린은 중력을 키랄성으로 설명하는 아쉬케타르의 변수와 4차원에서 양-밀스 장을 사용한 고리 양자 중력의 관점에서 약력의 키랄성의 기원을 설명하려고 시도했다. 선덴스 빌슨-톰프슨, 헤켓 등 은 고리 양자 중력 자유도를 통해 창발적 속성으로 표준 모형을 도입하려고 시도했다(포티니 마르코풀루-칼라마라 등은 잡음 없는 하위 계의 아이디어를 사용하여 제한된 계의 경우, 보다 일반적인 상황에서 도입된 유용한 개념을 제안했다.)
또한, 고리 양자 중력은 인과 역학적 삼각화  및 점근적으로 안전한 중력 과 군 장론 및 AdS/CFT 대응을 갖는 스핀 거품과의 비교를 도출했다. 스몰린과 웬은 고리 양자 중력를 끈-그물 유체, 텐서, 스몰린 및 포티니-마르코풀루-칼라마라 양자 중력와 결합할 것을 제안했다. 일관된 이산화 접근 방식이 있다. 또한 풀린과 감비니는 양자 중력에 대한 경로 적분 및 표준 접근 방식을 연결하는 틀을 제공한다. 이는 스핀 거품과 표준 고리 표현 방식을 조화시키는 데 도움이 될 수 있다. 크리스 더스톤과 마틸드 마르콜리의 최근 연구에서는 탑스핀 네트워크를 통한 위상수학적 구조 변경을 소개한다.

## 대체 접근 방식과 비교 및 문제점
물리학의 주요 미해결 문제 중 일부는 이론적인데, 이는 기존 이론이 특정 관찰 현상이나 실험 결과를 설명할 수 없는 것처럼 보인다는 것을 의미한다. 나머지는 실험적이어서 제안된 이론을 테스트하거나 현상을 더 자세히 조사하기 위한 실험을 만드는 데 어려움이 있음을 의미한다.
다음을 포함하여 이러한 많은 문제가 고리 양자 중력에 적용된다.
- 양자역학과 일반 상대성이론이 완전히 일관된 이론(아마도 양자장 이론)으로 실현될 수 있는가?
- 시공간은 근본적으로 연속적인가 아니면 불연속적인가?
- 일관된 이론은 가상의 중력에 의해 매개되는 힘을 포함하는가, 아니면 시공간 자체의 개별 구조(고리 양자 중력에서와 같이)의 산물인가?
- 아주 작거나 아주 큰 규모 또는 양자 중력 이론에서 비롯된 다른 극한 상황에서 일반 상대성 이론의 예측에서 벗어난 것이 있는가?

고리 양자 중력 이론은 끈 이론과 마찬가지로 양자 중력 문제에 대한 가능한 해결책 중 하나이다. 그러나 상당한 차이가 있다. 예를 들어, 끈 이론은 추가 차원과 지금까지 관찰되지 않은 추가 입자 및 대칭을 가정하여 단일 개체의 표현으로 알려진 모든 힘과 입자를 이해하는 통합을 다루고 있다. 이에 반해 고리 양자 중력은 양자장론과 일반상대성이론에만 기반을 두고 있으며 그 범위는 중력 상호작용의 양자적 측면을 이해하는 것으로 제한된다. 반면에 고리 양자 중력의 결과는 근본적으로 공간과 시간의 특성을 바꾸고 잠정적이지만 상세한 물리적 및 수학적 양자 시공간 그림을 제공하기 때문에 급진적이다.
현재 일반 상대성이론을 회복하는 준고전적 극한은 존재하지 않는 것으로 나타났다. 이것은 고리 양자 중력의 플랑크 척도에서 시공간에 대한 설명이 올바른 연속체 극한(양자 보정이 가능한 일반 상대성 이론에 의해 설명됨)을 가지고 있다는 것이 입증되지 않은 상태로 남아 있음을 의미한다. 구체적으로, 이론의 동역학은 해밀토니안 제약 조건으로 인코딩되지만 후보 해밀토니안은 없다.  다른 기술적 문제로는 제약 조건 대수 및 물리적 내적 벡터 공간의 오프쉘 닫힌 찾기, 양자장론의 물질 장에 대한 결합, 섭동 이론에서 중력자의 재규격화 운명이 포함되어 자외선 발산이 2를 넘어선다. 고리(파인만 도형의 단일 고리 파인만 도형 참조). 
고리 양자 우주론이라는 프로그램의 일부로 벌거벗은 특이점의 관찰 및 쌍대 특수 상대성 이론과 관련된 제안이 있었지만, 고리 양자 중력이 표준 모형에 의해 만들어지지 않은 예측을 하는 실험적 관찰은 없다. 또는 일반 상대성 이론(현재의 모든 양자 중력 이론을 괴롭히는 문제). 위에서 언급한 준고전적 극한이 없기 때문에 고리 양자 중력은 아직 일반 상대성 이론에 의한 예측을 재현하지도 못했다.
또 다른 비판은, 일반 상대성 이론이 유효 장론일 수 있으므로 양자화는 기본 자유도를 무시한다는 것이다.
ESA의 INTEGRAL 위성은 서로 다른 파장의 광자의 편광을 측정했으며 공간의 알갱이를 10-48m 미만 또는 플랑크 스케일보다 13배 아래로 제한할 수 있었다.

## 같이 보기
- 스핀 네트워크
- 고리 양자 중력의 역사
- 아인슈타인-카르탕 이론
- 루프 양자 우주론

## 참고 문헌

### 교양 서적
- Bojowald, Martin (2010). 《Once Before Time》. Knopf..
- Smolin, Lee (2002). 《Three Roads To Quantum Gravity》. Basic Books..

### 전공 서적
- Gambini, Rodolfo; Jorge Pullin (2011). 《A First Course in Loop Quantum Gravity》. Oxford University Press. .